# 巴爾特克 (樹)

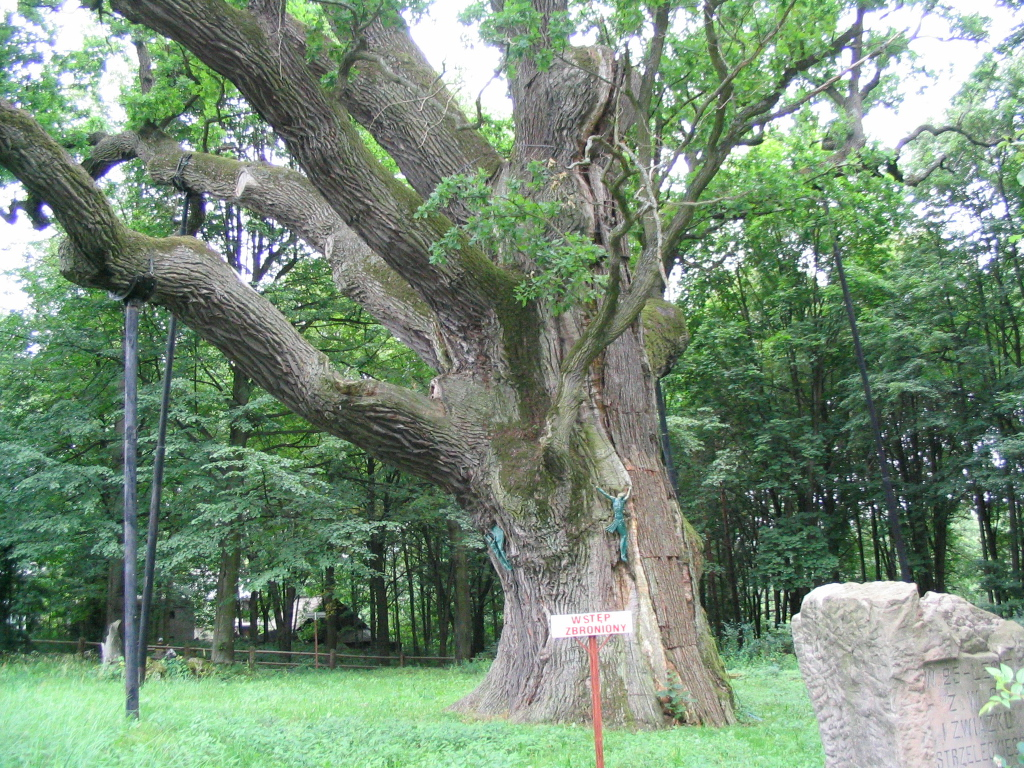
巴爾特克在聖十字山脈的扎格南斯克生長

巴爾特克（波蘭語：Dąb Bartek）是波蘭最古老的橡樹之一。它生長在聖十字山脈的扎格南斯克，鄰近聖十字省首府凱爾采。其樹齡原先估計高達1200年，2016年時被確定為686年。
巴爾特克樹高33.5米，底部周長為13.5米，其樹冠延伸約40米。傳說卡西米爾三世國王曾在巴爾特克的領導下開庭。國王扬三世·索别斯基在從維也納之戰返程的路上在橡樹下休息。據說他在裡面藏了一把土耳其軍刀、一把火繩槍和一瓶酒來紀念勝利。